# Amorupi fulvoterminata
Amorupi fulvoterminata är en skalbaggsart som först beskrevs av Berg 1889.  Amorupi fulvoterminata ingår i släktet Amorupi och familjen långhorningar.
Artens utbredningsområde är Uruguay. Inga underarter finns listade i Catalogue of Life.